# 斯蒂芬·毕盛

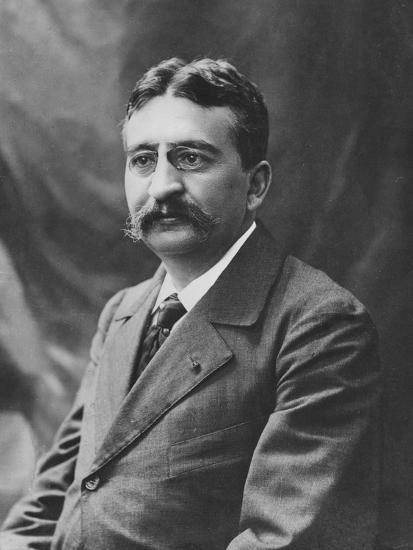
斯蒂芬·让-马里·毕盛

斯蒂芬·让-马里·毕盛（法語：Stephen Jean Marie Pichon，1857年8月10日—1933年9月18日），是法兰西第三共和国记者、法国的外交官、政治家，曾担任驻清朝公使、法国外交部长，法国斯蒂芬-毕盛大道就是以他命名。